# The Letter Black
The Letter Black, dříve Breaking The Silence, je americká křesťanská rocková skupina, jež vznikla roku 2006 v Pensylvánii (Unitown)

## Singly
- 2009 Best of Me
- 2010 Hanging By a Thread, Believe
- 2011 Fire with Fire
- 2012 Sick Charade
- 2013 The only one
- 2013 Pain Killer
- 2014 Up From the Ashes
- 2017 Last Day That I Cared

## Alba
- 2007 Stand
- 2010 Hanging On By a Thread
- 2013 Rebuild
- 2017 Pain

## Členové

### Současní členové
- Sarah Anthony – zpěv (2006 – současnost)
- Mark Anthony – kytara, doprovodné vokály (2006 – současnost)
- Daniel Hegerle – Bicí (2017 – současnost)

### Původní členové
- Adam DeFrank – bicí (2006–2008)
- Mat Slagle – bicí (2009–2011)
- Taylor Carroll – bicí (2011–2012)
- Matt Beal – baskytara (2006–2015)
- Justin Brown – bicí (2012–2017)

### Koncertující členové
- Keith Anselmo – bicí (2008)
- Ty Dietzler – kytara (2009–2010)
- Mike Motter – bicí (2017)